# Filosofem
Filosofem, het laatste opgenomen Burzum album voordat Varg Vikernes opgesloten werd, zag het licht in mei 1996. Het album was echter al in maart 1993 opgenomen. Filosofem was een van de weinige blackmetalalbums van die tijd die enige aandacht van de mainstream kreeg, met onder andere een notatie in de indie charts van het Verenigd Koninkrijk. Een bewerkte versie van het instrumentale nummer 'Rundtgåing av Den Transcendentale Egenhetens Støtte' vond zelfs zijn weg op de soundtrack van de film Gummo van Harmony Korine. Het eerste nummer van het album, Dunkelheit, betekent duisternis in het Duits, daarom heette het nummer aanvankelijk Burzum (duisternis in de Zwarte Taal van J.R.R. Tolkien). Dit was het allereerste nummer dat Varg voor Burzum schreef, maar hij bracht het pas op dit album uit. Een eerste versie van Dunkelheit had Varg al in de Hvis Lyset Tar Oss sessie in 1992 opgenomen. Ontevreden over het resultaat nam hij zes maanden later de uiteindelijke versie op die nu op Filosofem staat. Voor Dunkelheit werd tevens een video opgenomen die met name in het Verenigd Koninkrijk gespeeld werd op tv-stations als MTV/MTV2.
Het nummer Decreptitude I is een vernieuwde versie van het nummer 'Once Emperor', dat eerder op een aantal bootlegs verschenen was.
Het album is via Misantropy Records uitgebracht in een speciale en gelimiteerde A5 digibook versie. De normale digipack versie is uitgebracht via Feral House US. Daarnaast werd het album nog uitgebracht in dubbel vinyl formaat, met de nummers 1, 2, 3, 4 en 6 op één plaat, nummer 5 moest vanwege zijn lengte op de tweede plaat.

## Nummers
- De Duitse tracklist:

1. "Dunkelheit" 7:05
2. "Jesus Tod" 8:39
3. "Erblicket die Töchter des Firmaments" – 7:53
4. "Gebrechlichkeit I" – 7:53
5. "Rundgang um die transzendentale Säule der Singularität" – 25:11
6. "Gebrechlichkeit II" – 7:53

- De accuratere Noorse tracklist:

1. "Burzum" - 7:05
2. "Jesu Død" - 8:39
3. "Beholding the Daughters of the Firmament" – 7:53
4. "Decrepitude I" – 7:53
5. "Rundtgåing av den transcendentale egenhetens støtte" – 25:11
6. "Decrepitude II" – 7:53